# Guillermo Thorndike
Guillermo Thorndike Losada (Lima, 25 april 1940 – aldaar, 9 maart 2009) was een Peruviaans schrijver, journalist en krantenuitgever.
Thorndike begon zijn carrière als journalist en werd vervolgens uitgever van de kranten La Cronica en La Tercera, en de stichter van Cronicawan, de eerste krant in de volkstaal, het Quechua. In 1981 was hij medeoprichter van het dagblad La República. Hij is de auteur van La Revolucion Imposible, El Año de la Barbarie en Lima en El Caso Banchero, die Peruviaanse politieke en sociale thema's als onderwerp hadden. Een aantal van zijn werken werd ook verfilmd. Hij werd door zijn collega's de koning Midas van de journalistiek en de Olifant genoemd omwille van zijn veelzijdige bedrijvigheden en zijn omvangrijk oeuvre.
Thorndike stierf in maart 2009 aan een hartaanval.

## Bron
- Leading Peruvian Journalist Dies, Latin American Herald Tribune, 13 maart 2009

- Bibliothèque nationale de France: cb12950266h (data)
- Catàleg d'autoritats de noms i títols de Catalunya: 981058521132906706
- Gemeinsame Normdatei: 1056503556
- International Standard Name Identifier: 0000 0000 8359 2160
- Library of Congress Control Number: n80122797
- Nederlandse Thesaurus van Auteursnamen: 071203001
- Système universitaire de documentation: 057000441
- Virtual International Authority File: 14902550
- WorldCat: E39PBJcKFJQqxJdVhByHhWtkDq